# خدمات
خدمات یا سرویس‌ها (به انگلیسی: Services) به هرگونه فعالیت یا مزیت گویند که از یک طرف به طرف دیگر ارائه می‌شود و لزوماً نامحسوس است و مالکیت چیزی را به دنبال ندارد.
یک خدمت، فعالیت یا مجموعه‌ای از فعالیت‌های کم و بیش نامَلموس است که معمولاً و نه لزوماً در تعاملات میان مشتری و کارکنان خدمت‌ها یا منبع‌های فیزیکی یا کالاها یا سیستم‌های عرضه‌کننده و پخش سرویس‌ها انجام می‌گیرد و به عنوان راه حلی برای مشکلات مشتری ارائه می‌شود.
سرویس‌ها در مقایسه با فرآورده‌ها دارای تفاوت‌هایی است. زیتامیل و همکاران (۱۹۹۰) این دگرسانی‌ها را به صورت زیر مطرح می‌کنند:
- بیشتر خدمت‌ها ناملموس می‌باشند. از آن‌جا که خدمات غالباً در قالب عملکرد یا تجربیات به مشتری ارائه می‌شود، تعیین مشخصات فنی یا مهندسی برای آن‌ها به‌صورتی که در زمینه کالاهای ملموس و با هدف ایجاد یکنواختی در تولید متداول است، امکان‌پذیر نمی‌باشد. به‌همین دلیل شناسایی دقیق معیارهای که مشتریان برای ارزیابی کیفیت سرویس‌ها مورد توجه قرار می‌دهند کار چندان ساده‌ای نیست.
- خدمت (زاوری) ناهمگون و ناهمسان است. خدمات (به‌ویژه آن‌هایی که مقدار زیادی از کارکرد نیروی انسانی بهره می‌برند) ناهمگون و ناهمسان می‌باشند. به دیگر سخن کارکرد کارکنان سازمان از یک تولیدکننده یا دیگر تولیدکننده، از یک مشتری با دیگر مشتری و حتی در یک روز با روز دیگر تفاوت دارد. از همین رو، برخلاف فرآورده‌های ملموس، استانداردسازی کارکرد کارکنان با هدف تضمین یکنواختی فرآورده عرضه شده به ندرت شدنی است.
- تولید و مصرف خدمات به‌طور هم‌زمان رخ می‌دهد. مرحله تولید و مرحله مصرف بیشتر خدمات جدانشدنی می‌باشند. استفاده از خدمت‌ها اغلب در زمان عرضه‌شان انجام می‌شود. در بیشتر موسسه‌های خدماتی مشتری در همان محل تولید و عرضه خدمت حضور مستقیم دارد و فرایند تولید را به دقت مشاهده می‌کند. خدمات تولید شده را نمی‌توان پیش از مصرف توسط مشتری در محلی انبار نمود. ارزیابی کیفیت سرویس‌ها در همان زمانی انجام می‌پذیرد که سرویس مورد نظر گام‌های گوناگون تولید را طی می‌کند.
- کیفیت خدمت تنها تابع خروجی فرایند نیست. مشتریان کیفیت آن را تنها بر اساس خروجی فرایند تولید خدمت مورد بررسی قرار نمی‌دهند. همه جزئیات فرایند ارائه خدمت به مشتری (خریدار) مؤثر است. برای نمونه برای مشتری یک آرایشگاه مردانه تنها وضعیت اصلاح موی سر پس از پایان اصلاح مهم نیست. بلکه طرز برخورد شخص آرایشگر با مشتری، صمیمیت و دوستانه گی او، رفتار او در حین آرایش و بسیاری از موارد دیگر نیز ارزیابی مشتری از کیفیت خدمت عرضه شده در آرایشگاه را تحت تأثیر قرار می‌دهند.

بیشتر مردم گمان می‌کنند که تعداد و اهمیت سازمان‌های تولیدی نسبت به سازمان‌های زاوری بسیار بیشتر است. اما بر خلاف این باور، فعالیت‌های خدماتی نه تنها شمار بیشتری از فعالیت‌های اقتصادی را به خود تخصیص می‌دهند، بلکه از لحاظ ارزش نیز اهمیت بیشتری دارند. پیتر دراکر باور دارد که «همه سازمان‌ها، سازمان‌های خدماتی هستند، بعضی از این سازمان‌های خدماتی، محصول نیز تولید می‌کنند.»